# Sonsón
Sonsón ist eine Gemeinde (municipio) im Departamento Antioquia in Kolumbien.

## Geographie
Sonsón liegt in der Subregion Oriente Antioqueño in Antioquia auf einer Höhe von 2475 m ü. NN. Die Gemeinde grenzt im Norden an El Carmen de Viboral, Cocorná, San Francisco und Puerto Triunfo, im Westen an Abejorral sowie an Aguadas im Departamento de Caldas, im Süden an Argelia und Nariño sowie an Pensilvania, Norcasia und La Dorada in Caldas und im Osten an Puerto Boyacá im Departamento de Boyacá.

## Bevölkerung
Die Gemeinde Sonsón hat 37.767 Einwohner, von denen 19.199 im städtischen Teil (cabecera municipal) der Gemeinde leben (Stand: 2022).

## Geschichte
Sonsón wurde 1800 von José Joaquín Ruiz y Zapata gegründet und von Rionegro aus besiedelt.

## Religion
Sonsón ist zusammen mit Rionegro Sitz des Bistums Sonsón-Rionegro.

## Söhne und Töchter der Stadt
- Baltasar Álvarez Restrepo (1901–1988), römisch-katholischer Geistlicher
- Guillermo Orozco Montoya (* 1946), katholischer Bischof von Girardota (2010–) und San José del Guaviare (1993–2001)
- José Saúl Grisales Grisales (* 1964), katholischer Bischof von Ipiales (2018–)